# Șuncuiuș
Șuncuiuș is een Roemeense gemeente in het district Bihor.
Șuncuiuș telt 3370 inwoners.